# José María Alfaro Guiles
José María Alfaro Guiles (Tuxpan o Xalapa, Veracruz, 1748-Xalapa, 1813), fue un maestro de las artes, restaurador e inventor. Creó un globo aerostático, y lo tripuló.

## Biografía
Según unos autores, José María Alfaro Guiles nació en Tuxpan, Veracruz y fue llevado antes de los cinco años a Xalapa. Según otros, nació en Xalapa. En su juventud viajó a España, donde estuvo seis años perfeccionándose como maestro de las artes en pintura, escultura, arquitectura: Regresó a Xalapa.
Creó un globo aerostático con los principios de los Hermanos Montgolfier. Fue el primero hecho en Nueva España y en América. Comenzó experimentando con globos en miniatura hechos de papel. El 18 de mayo de 1784 hizo su primer vuelo de la cofradía de San José a las llanuras de Los Berros, ahora Parque Miguel Hidalgo o Parque Los Berros, rumbo a Coatepec. El recorrido fue de 9 km y el globo alcanzó una altura de 800 metros. La Gazeta de México publicó el hecho.
En 1778 trabajó en el mantenimiento y remodelación de la Catedral de Xalapa. Dirigió la obra que concluyó su única torre de 50 m, gracias a sus conocimientos de arquitectura. Asimismo, restauró el recién instalado reloj inglés que dejó de funcionar una tarde de espesa neblina. Durante un tiempo fue el mejor de la Nueva España y aún funciona.
En 1808 el cabildo le encargó la construcción de los estrados para la celebración de la proclamación del rey Fernando VII de España, trabajo que concluyó con éxito.
Falleció el 2 de julio de 1813 a la edad de 65 años. En su acta de defunción se menciona que no dejó testamento por ser pobre, y el nombre de su viuda, Gertrudis Díaz de la Cueva. Tuvieron cuatro hijos.

## Eponimia
Calle José María Alfaro en la Zona Centro, Centro  de Xalapa-Enríquez, Veracruz.